# カルカシュー郡 (ルイジアナ州)
カルカシュー郡（英: Calcasieu Parish[p]）は、アメリカ合衆国ルイジアナ州の南西部に位置する郡である。人口は21万6785人（2020年）。郡庁所在地はレイクチャールズであり、同郡で人口最大の町である。カルカシュー郡はレイクチャールズ都市圏に属している。
カルカシュー郡は1840年3月24日に、セントランドリー郡から分離して設立された。セントランドリー郡は1807年にオーリンズ準州の最初の19郡として設立されたものの1つだった。当初の郡庁所在地はミシシッピ川の東岸にあったコマサクブラフであり、後にマーシュバイユーブラフと呼ばれた。1840年12月8日、郡庁所在地がマリオンと命名された。1852年、ジェイコブ・ライアンが郡庁所在地をマリオンから同じく東岸のレイクチャールズに移させることに成功した。その後地域の人口が増加していき、カルカシュー郡は5つの小さな郡に分割されていった。当初の領域はインペリアル・カルカシューと呼ばれている。

## 歴史
「カルカシュー」という名前はアタカパ族インディアンの言葉で「囀る鷲」を意味する "quelqueshue" から採られた。元々アタカパ族の酋長の名前であり、戦いに向かうときに鷲のような叫び声を上げたとされている。それが、昔のリオホンド川（リオ・ストンドあるいはディープリバー）の名前に与えられ、それが郡名になった。

## 開拓初期
カルカシュー郡の歴史はスペイン人がルイジアナを占領していた時代に遡り、1797年、ホセ・M・モラがリオホンド川とサビーン川の間の広大な土地について特許を認められた。ここは長い間「中立地帯」と呼ばれていた。この地域は両カロライナ州、ジョージア州、ミシシッピ州からの無法者や海賊の逃げ場になっていた。1803年にフランスがアメリカ合衆国にルイジアナ領土を譲渡した後も長く続いたスペインとアメリカの間の境界論争は、1819年のアダムズ＝オニス条約で解決され、アメリカ合衆国の領土になった。この条約は1821年2月22日に正式に批准された。1823年3月3日にアメリカ合衆国議会で成立した法により、この領域はレッド川南の地区に付加された。
この地域の初期開拓者には、ライアンズ、パーキンス、ルブルー、デビエ、ヘンダーソンなどの家族だった。ルイジアナ州東部にいたアカディア人開拓者もこの地域に移ってきて、クレオール、アカディア、イギリス系アメリカ人、インディアンなど多様な民族が混在することになった。
1840年セントランドリー郡から「インペリアル・カルカシュー郡」が設立されたとき、現在の5つの郡の領域で構成されていた。1840年8月24日、後に5つの郡となる6つの地区を代表する者として、6人の委員が会合を持った。この会合は、現在のクローの近く、アーシーン・ルブルーの急拵えされた私宅で開催された。最初の委員は、デイビッド・サイモンズ、アレクサンダー・ヒーバート、マイケル・パイソン、ヘンリー・モス、リーズ・パーキンスおよびトマス・M・ウィリアムズだった。最初に出した命令は、役人を選出し、郡事務官を任命し、立法府の簡単な規則を決めることであり、郡長（president）に会議を秩序正しく進行させる権限を与えた。委員会では当時セントランドリー郡で執行されていた法を全て採用した。郡の警察官、財務官、2人の評価官、およびブキャナン渡しの運営者を任命した。評価官は2か月間で郡内の資産全てを評価する任務を与えられ、給与として90ドルが支払われた。9月14日、郡庁所在地を定め、郡庁舎と監獄を建設するためにマーシュバイユーブラフと呼ばれた土地の測量が承認された。12月8日、郡庁所在地をマリオンと命名する法案が可決された。1843年、州議会は郡庁所在地の移転を住民投票に掛けることを承認したが、ジェイコブ・ライアンが郡庁所在地をマリオンから東岸のレイクチャールズに移させることに成功したのは1852年になってからだった。この郡庁所在地は1857年にチャールストンいう名の町として法人化され、1868年にレイクチャールズとして再法人化された。最初のマリオンからは約6マイル (10 km) の位置にあり、マリオンは現在オールドタウンと呼ばれている。レイクチャールズという名前は、初期開拓者の一人、チャールズ・サリエの記憶を留めさせるものであり、サリエは19世紀初めにこの地域の土地に入ったイタリア系移民だった。
1870年に郡南部からキャメロン郡が分離されたが、その後は1912年まで3,600平方マイル (9,300 km²) 以上の広さを保ち、州内最大の郡だったので、「インペリアル・カルカシュー」と呼ばれることもある。1912年、アレン郡、ボーリガード郡、ジェファーソンデイビス郡の3郡、合計で2,548平方マイル (6,599 km²) が分離独立した。州内では最後の新郡創設となった。

## 郡政府

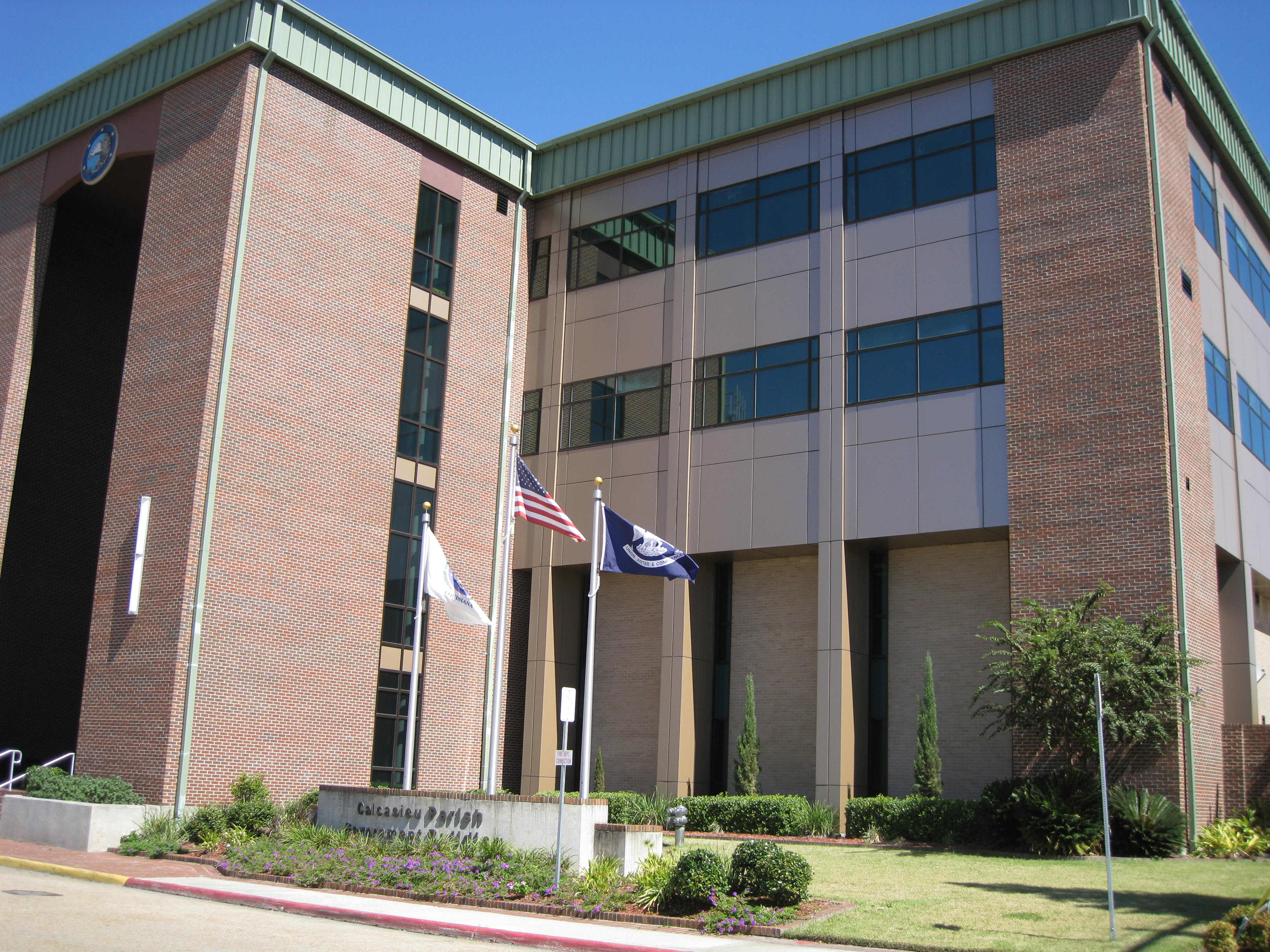
カルカシュー郡庁舎

カルカシュー郡は郡政委員会（Police Jury）と呼ばれる住民に選挙された委員の集合によって統治されている。2000年国勢調査に基づき住民約12,200人毎に分割された15地区から各1人の委員が選ばれて、委員会を構成している。これはアメリカ合衆国最高裁判所の「1人1票」という判決に基づいている。アメリカ合衆国司法省は国勢調査毎に地区割りのやり直しを求めており、地区の境界を変更して、ほぼ同じ人口ごとに1人ずつの委員を選出するようになっている。

### 警察組織
郡の主要な警察組織はカルカシュー郡保安官事務所である。ルイジアナ州警察は郡内の州道における主要警察組織である。

### 郡庁舎
カルカシュー郡庁舎はまずマリオンに粗末な丸太小屋を建て、1841年8月に完成した。1852年に郡庁所在地がレイクチャールズに移転されると、ジェイコブ・ライアン保安官が奴隷のアンクル・ジョージ、および友人で土地所有者であるサミュエル・アダムズ・カービーの助けを借りて、丸太小屋を牛に引かせ、松林の中をレイクチャールズまで運んだ。1年のうちに新しい郡庁舎が完成した。さらに1891年、2万ドルを掛けてコロニアル様式の煉瓦造りの建物に替わり、1902年には分館が加えられた。この建物は1910年4月23日の大火で町の中心街大半と共に失われ、郡の記録類の多くも焼けてしまった。1911年4月4日、郡政委員会は元の場所に新しい郡庁舎を建てることを決めた。
郡庁舎は1980年11月2日に正式にアメリカ合衆国国家歴史登録財に指定された。1912年に20万ドルを掛けて完成した煉瓦とテラコッタの建物は、17世紀と18世紀に造られた作品で知られた、イタリアの建築家アンドレア・パッラーディオが設計したビチェンツァのロタンダと呼ばれる、有名なビラコプラを模倣したものである。この郡庁舎はニューオーリンズのファブロー・アンド・リボーデが設計した。建物頂部のドームは銅でできている。
1958年に増築された分館には、郡政府用の部屋2室、郡事務官と郡政委員のための空間が作られ、1960年に付加された分館にはルイジアナ州第3地区巡回控訴裁判所が入った。
1967年、郡政府ビルが完成し、郡政委員会のさまざまな事務所を収容した。この建物は2003年に拡張され、郡管理官事務所、記録部、財務・購買部、施設管理部、人材部、企画開発部、公共事業部、広報部が入っている。
1987年、地区検察官事務所を収容するために新しい建物が建設された。最新式の矯正収容所が1990年に完成して、1956年に建てられた古い収監所に置き換わった。州第3地区巡回控訴裁判所のために1991年に別の建物が建設された。1994年3月に元の収監所跡に完成した司法センターには第14司法地区が入った。
1993年から1998年、郡庁舎の内面と外面に大きな改修が加えられた。郡庁舎には郡事務官、少年家庭裁判所、有権者登録所、保安官市民部、退役兵管理事務所などが入っている。

## 地理
アメリカ合衆国国勢調査局に拠れば、郡域全面積は1,094平方マイル (2,833 km2)であり、このうち陸地1,071平方マイル (2,774 km2)、水域は23平方マイル (60 km2)で水域率は2.12％である。

### 主要高規格道路
- 州間高速道路10号線
- 州間高速道路210号線
- アメリカ国道90号線
- アメリカ国道165号線
- アメリカ国道171号線
- ルイジアナ州道12号線
- ルイジアナ州道14号線
- ルイジアナ州道27号線

### 隣接する郡
- ボーリガード郡 - 北
- ジェファーソンデイビス郡 - 東
- キャメロン郡 - 南
- オレンジ郡 (テキサス州) - 西
- ニュートン郡 (テキサス州) - 北西

### 隣接する大都市統計地域
- ボーモント・ポートアーサー都市圏（テキサス州）
- ラファイエット都市圏
- アレクサンドリア都市圏

### 主要な水路
- チャールズ湖
- カルカシュー川
- 湾岸内陸水路
- ウィスキ・チットー・クリーク
- イングリッシュ・バイユー
- ウェストフォーク
- カルカシュー湖、別名ビッグ湖

## 人口動態
以下は2000年国勢調査による人口統計データである。
| 基礎データ - 人口: 192,768人 - 世帯数: 73,996 世帯 - 家族数: 50,490 家族 - 人口密度: 66人/km2（176人/mi2） - 住居数: 75,995軒 - 住居密度: 27軒/km2（71軒/mi2） 人種別人口構成 - 白人: 73.60% - アフリカン・アメリカン: 23.98% - ネイティブ・アメリカン: 0.31% - アジア人: 0.64% - 太平洋諸島系: 0.03% - その他の人種: 0.41% - 混血: 1.04% - ヒスパニック・ラテン系: 1.34% 言語別人口構成 - フランス語またはケイジャン・フランス語: 5.98% - スペイン語: 1.56% 年齢別人口構成 - 18歳未満: 27.4% - 18-24歳: 10.3% - 25-44歳: 28.7% - 45-64歳: 21.8% - 65歳以上: 11.9% - 年齢の中央値: 34歳 - 性比（女性100人あたり男性の人口） - 総人口: 94.8 - 18歳以上: 91.3 | 世帯と家族（対世帯数） - 18歳未満の子供がいる: 35.6% - 結婚・同居している夫婦: 52.6% - 未婚・離婚・死別女性が世帯主: 14.7% - 非家族世帯: 28.5% - 単身世帯: 24.0% - 65歳以上の老人1人暮らし: 8.9% - 平均構成人数 - 世帯: 2.61人 - 家族: 3.11人 収入と家計 - 収入の中央値 - 世帯: 35,372米ドル - 家族: 41,903米ドル - 性別 - 男性: 36,569米ドル - 女性: 21,390米ドル - 人口1人あたり収入: 17,710米ドル - 貧困線以下 - 対人口: 15.4% - 対家族数: 12.8% - 18歳未満: 19.9% - 65歳以上: 14.2% |

## 2004年と2008年の大統領選挙
2004年の大統領選挙では、共和党のジョージ・W・ブッシュが58%、46,075票を獲得し、民主党のジョン・ケリーは41%、32,864票だった。2008年の大統領選挙で、カルカシュー郡は共和党のジョン・マケインに61%、50,449票を投じ、民主党のバラク・オバマは37%、30,244票だった。郡内でマケインは勝ったが、アメリカ合衆国上院議員選挙では民主党候補のメアリー・ランドルーが制した。51%、41,1813票だった。対する共和党のジョン・ケネディは46%、36,855票だった。

## 都市と町

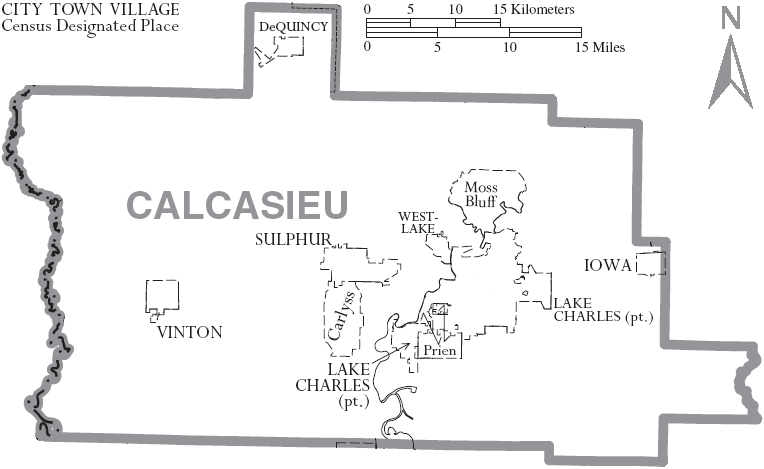
カルカシュー郡図

都市名の後の数字は2010年国勢調査での人口を示す。
- レイクチャールズ - 71,993 - 郡庁所在地
- デクインシー - 3,235
- アイオワ - 2,996
- サルファー - 20,410
- ビントン - 3,212.
- ウェストレイク - 4,568

法人化済み都市の人口合計は 106,414 人である。

### 未編入の町
- カーリス
- ジリス
- ヘイズ
- モスブラフ、国勢調査指定地域、人口 11,557人
- モスビル
- プリーン
- スタークス

## 教育
カルカシュー郡教育委員会が地元の公立学校を運営している。